# Ix-Xlendi

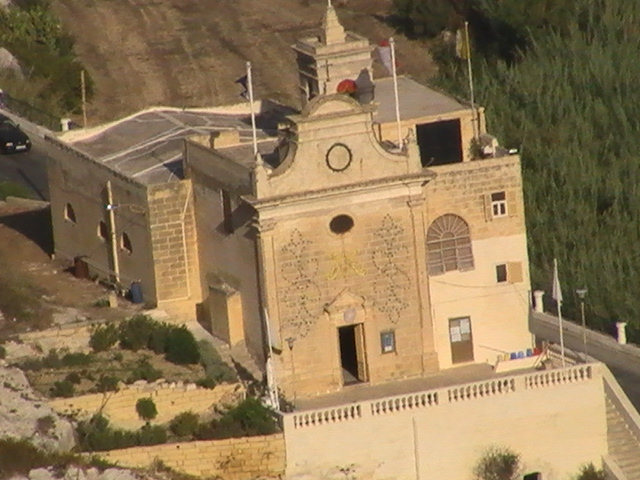
La Chapelle de Xlendi de l'époque des Hospitaliers

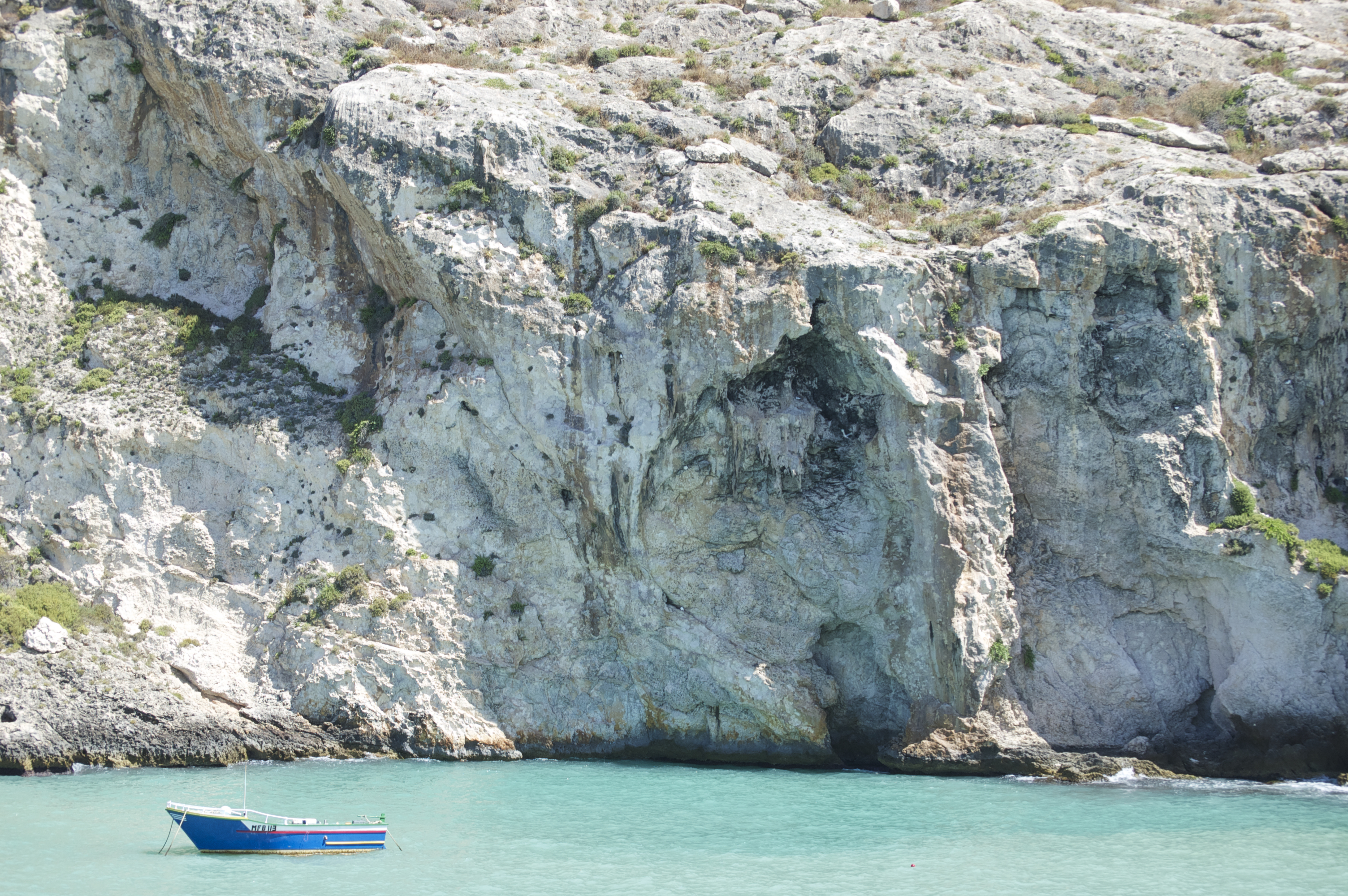
Falaise de Granite de Xlendi

Ix-Xlendi, ou plus simplement Xlendi, est une communauté villageoise, lieu d'un comité de gestion (Kumitat Amministrattiv), appartenant au conseil local (Kunsill Lokali) d'Il-Munxar, située au sud-ouest de Gozo à Malte. Elle est située au bord d'une baie indentée et abritée de falaises, la baie de Xlendi, au débouché d'une vallée menant à la mer.
Les localités environnantes sont Munxar, Fontana, Kerċem et Mġarr ix-Xini.

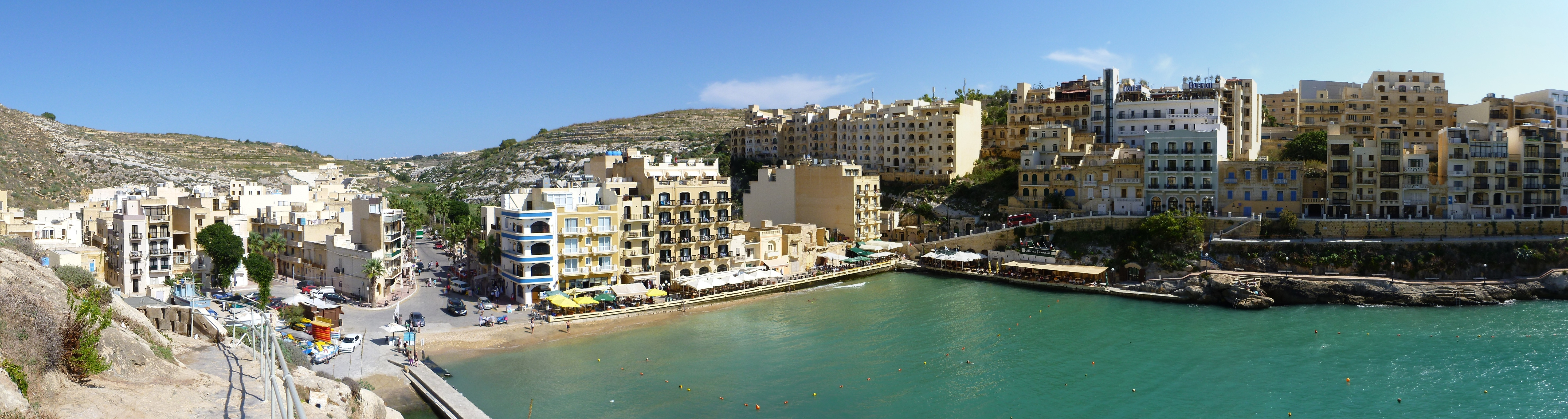
Xlendi

## Honneur
L'astéroïde (55082) Xlendi porte son nom.